# میمون عنکبوتی
میمون عنکبوتی (نام علمی: Ateles) نام یک سرده از زیرخانواده عنکبوتی‌میمونیان است.

## طبقه‌بندی
- خانواده عنکبوتی‌میمونان
  - زیرخانواده میمون جیغ‌کش: howler monkeys
  - زیرخانواده عنکبوتی‌میمونیان
    - سرده Ateles: spider monkeys
      - میمون عنکبوتی سرخ‌چهره, Ateles paniscus
      - میمون عنکبوتی شکم‌سفید, Ateles belzebuth
      - میمون عنکبوتی پرو, Ateles chamek
      - میمون عنکبوتی قهوه‌ای, Ateles hybridus
      - میمون عنکبوتی گونه‌سفید, Ateles marginatus
      - میمون عنکبوتی سرسیاه, Ateles fusciceps
        - میمون عنکبوتی سرقهوه‌ای, Ateles fusciceps fusciceps
        - Colombian spider monkey, Ateles fusciceps rufiventris

      - میمون عنکبوتی جفری, Ateles geoffroyi
        - Hooded spider monkey Ateles geoffroyi grisescens
        - Yucatan spider monkey, Ateles geoffroyi yucatanensis
        - Mexican spider monkey, Ateles geoffroyi vellerosus
        - Nicaraguan spider monkey, Ateles geoffroyi geoffroyi
        - Ornate spider monkey, Ateles geoffroyi ornatus

    - سرده میمون عنکبوتی پشمالو: muriquis (woolly spider monkeys)
    - سرده میمون پشمالو: woolly monkeys
    - سرده میمون پشمالو دم‌زرد: the yellow-tailed woolly monkey